# Намазга-Тепе
37°22′22″ пн. ш. 59°33′25″ сх. д. / 37.37285278° пн. ш. 59.55696667° сх. д.
Намазга-Тепе або Намазга-Депе — залишки великого енеолітичного поселення на території Туркменістану V—II тисячоліть до Р. Х. Розташовано за 80 км від Ашхабада, поруч з Іранським кордоном.
Один з найстаріших у Центральній Азії об'єктів, що свідчить про раннє сільське господарство у регіоні.
В III тисячолітті до Р. Х.
у двох центрах ранньоміських цивілізацій на півдні Середньої Азії — Алтин-Депе і Намазга-Депе — проживало від 5000 до 10000 осіб
.
Площа тепе — 70 га.
.

## Опис

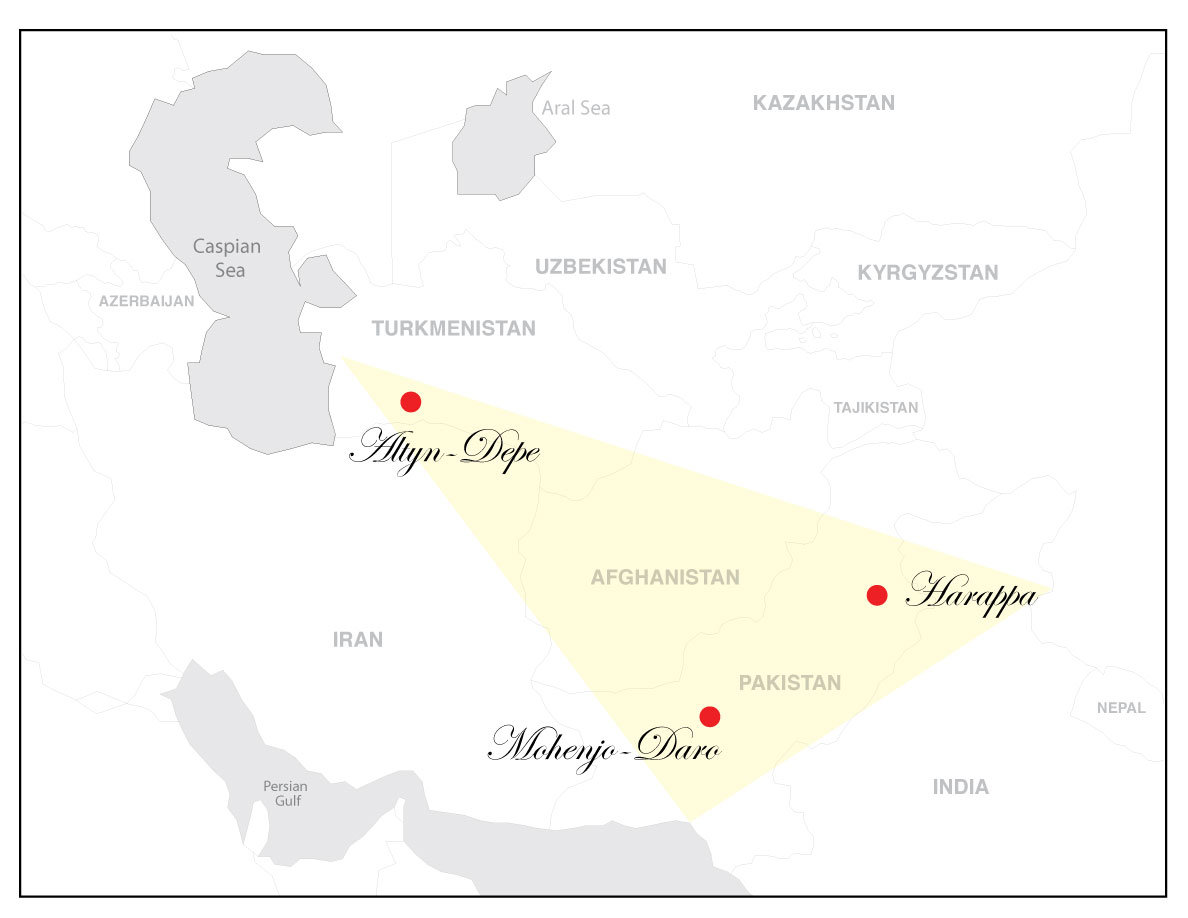
Розташування Алтин-Депе на сучасній мапі, із зазначенням Хараппи і Мохенджо-Даро, Індської цивілізації

Селище розташовувалося у гирлі річки.
Для зволоження грунту люди використовували лиманове зрошення — раз на рік, навесні, потрібні для рослинництва ділянки затоплювалися талими водами.
Вирощувалися зернові культури, саме для них найсприятливіше лиманове зрошення.

У селищі люди освоїли ряд нововведень свого часу.
Почалося використання невеликих візків і великих возів з бортами, із впряженою великою рогатою худобою.
Було освоєно гончарний круг, налагоджені культурні та торговельні зв'язки з Саразмом у Таджикистані, Ірані та Афганістані та з індійською цивілізацією.

Найраніші будівлі та сліди діяльності відносять до халколіту.
Намазга мала контакти з Сіалком — археологічною культурою, що розташовувалася неподалік від сучасного міста Кашан (Іран).
Також були налагоджені контакти з іншими культурами регіону.
Другий період між 5300-4300 років до Р. Х.
У Третьому періоді відбулися зміни у похоронних ритуалах, у дизайні кераміки, а також змінився склад населення, що встановлено за формою черепів у похованнях. Це говорить про початок міграції людей.
У шарах бронзової доби у четвертому і п'ятому періоді культури Намазга, 2400—1700 років до Р. Х. ери, є ознаки використання металів.
Були знайдені специфічні, великі печі для випалювання кераміки.
Вони були двоповерховими, зробленими за принципом сухої кладки.
Камені, з яких будували печі, що не скріплювалися розчином, а підганялися вручну так, щоб споруда не розвалювалося протягом довгого часу.
Печі мали круглу форму, діаметром від 1 — 1,25 м, товщина стін 0,3 — 0,45 м.
Іноді дуже складні печі мали суху кладку.
Збереглися тільки нижні бокси глечикових печей, що також містили центральні стовпи або розділові стіни.
Внутрішній діаметр круглих печей становить від 1 до 2,25 м. Розміри стін становлять 0,3 — 0,45 м.
Деякі фігури, знайдені у Карадепе, що відносять до культури Намазга, подібні фігурам періоду Убейдського періоду — Месопотамія, VI — початок IV тисячоліття до Р. Х.
У конкретних регіонах тривалість могла бути різною.

## Періодизація

### Намазга-Тепе I (близько 4800-4000 років до Р. Х.)
Характерні будинку з самана, двокімнатні, мали у своєму складі опорні дерев'яні стовпи.
Мали настінні розписи.
Поодинокі скорчені поховання, ліпний розписний посуд, мідні вироби, глиняні жіночі статуетки.
Життя було зосереджено у північній частині поселення. Велика частина їжі походила від одомашнених тварин і культивованих рослин, проте мало значення і полювання.

### Намазга-Тепе II і III. (4000-3500 років до Р. Х.)
З'являється посуд спочатку з двокольоровим розписом, у третьому періоді із зображеннями тварин, що мають аналоги в Ірані — Сіалк, Гіссар.
Знайдена сіра кераміка, яка вказує на зв'язок з плато, де розташоване місто Горган, Іран.
Мури навколо поселення були фрагментарні, не по всьому периметру поселення.
Виготовлялися статуетки богині-матері з перламутру, хорошої якості.
У храмах з'являються жертовники з вогнем.
Відбувається поділ спеціальностей, виділяються кожум'яки, фермери та меліоратори.
Активно велася торгівля за межами поселень.
У третьому періоді сильний вплив мала Месопотамія.
Частина сіл була закинута і люди концентрувалися у Східній та Південній Туркменії.
З'явилося плетіння тканин.
Намазга-Депе та Алтин-Депе стали ще більшими, відбувався приплив населення.
У Кара-Депе проживало від 100 до 1600 осіб.

### Намазга-Тепе IV. (4000-3500 років до Р. Х.)
Площа поселення збільшується, займаючи всю знайдену територію в 70 га.
Починають використовувати гончарний круг.
З'явилася ефективна двокамерна піч, для випалювання кераміки.
Поширюються плоскі фігурки жінок з теракота.
Поселення набувають рис ранніх міст, але ще не є повноцінними містами.
Ядро поселень було оточене невеликими селами.
Удосконалюють іригаційне землеробство, культивування рослин, тваринництво.
Алтин-Депе був добре укріплений.
Використовувалися колісні транспортні засоби.

### Намазга-Тепе V. (2500—2000 років до Р. Х.)
Розквіт культури.
Сформувалася Маргіанська цивілізація.
Населення мало поділ праці, вищі класи, ремісників.
Виготовлялися ножі, кинджали і дзеркала з бронзи.
Глиняні іграшки у вигляді візків. знайдені залишки будинків з кількома кімнатами.
Вулиці були вузькі.
Намазга-Депе для того часу, поряд з Мундігаком і Шахрі-Сухте у Східному Ірані, була важливим центром міської цивілізації, які розміщувалися між Шумером і Індією.

### Намазга-Тепе VI. (2000—1750 років до Р. Х.)
Спостерігається занепад культури, яку пов'язують вже точно з Бактрійсько-Маргіанським археологічним комплексом, площа поселення скоротилася.
Глиняні вироби грубіють.
Виявляють знахідки кераміки, яка відноситься можливо до носіїв індоєвропейських мов, таких як Андроновська та зрубна культури.
Біля річки, поруч із селищем Мургаб (Таджикистан), були знайдені об'єкти, які ідентифікуються як кочівники-індоіранці.
Намазга та Алтин поступово порожніли, люди цих поселень йшли на схід Бактрийско-Маргіанської культури, де були згодом засновані поселення Геллур, Гонур-Депе і Тоголок.
У Гонур-Депе так само знайдені деякі сліди, що залишилися від кочівників з півночі — мініатюрні вироби з дерева і тип кераміки, виготовлений вручну, в той час як місцевий тип кераміки робився на гончарному крузі.

## Палеогенетика
При дослідженні 4 зразків генетичного матеріалу з Намазга-Депе, періоду 3300 років до Р.Х,, з'ясували низку подробиць етнічної історії цієї місцевості.
Дослідження генетики довело, що мешканці Намазга займають проміжне положення між кластером неолітичного населення і Західного Ірану.
При цьому люди Намазга мають більше генів від європейських жителів неоліту.
У двох зразків визначені Y-хромосомні гаплогрупи J і J2a1, у трьох зразків визначені мітохондріальні гаплогрупи U2b, J1, W3a2.

При цьому у генах Намазга, не знайдено слідів ямної культури, що передбачалося раніше, через теорію міграції індоєвропейців, заснованої на степовій та курганній гіпотезах.
Незначна частка генів, пов'язаних з жителями Північних від Намазга-Депе степів, зв'язується з періодом раніше мідної доби, а значить не пов'язані з міграціями індоєвропейців.
Людина з Намазга періоду залізної доби 900—200 років до Р. Х. має більше генів від степових жителів.
Але основа його походження — європейські землероби пізньої бронзової доби 2300—1200 років до Р. Х. Це говорить про те, що міграції з північних степів привнесли гени саме у пізню бронзову добу, а не у ранню бронзову добу між 3000-2500 років до Р. Х. Таким чином було змінено час приходу індоєвропейських носіїв до цього регіону на проміжок між 2300—1200 років до Р. Х.
Люди з культури Намазга, включаючи носіїв мови індоєвропейської групи, могли мігрувати до Південної Азії.
Таким чином жителі Південної Азії здобули одночасно генофонд від іранського населення періоду неоліту та частину європейської генетики.
Міграція відбувалась швидше за все до бронзової доби і стосувалась у тому числі населення, ще не знало сільського господарства.
Потім була друга хвиля під час пізньої бронзової доби 2300—1200 років до Р. Х. Ця міграційна хвиля відбулась вже через наростаючий культурний обмін між кочовими культурами зі степів поруч з Чорним морем, Каспійським морем та індійської цивілізацією.
Відбулось прискорене поширення мов індоіранської групи, через постійні торгові контакти, починаючи з 2000 років до Р. Х..
Це підтверджується спільністю міфології та письмовими джерелами у Західній Азії починаючи з 1800 років до Р. Х. Міграції населення через Намазга і з Намазга мали істотний вплив на анатолійське населення, де як відомо була найраніша за часом гілка індоєвропейської мови, яку пов'язують з його носіями — хетами

.